# Kolarstwo na Igrzyskach Azjatyckich 2018
Kolarstwo na Igrzyskach Azjatyckich 2018 odbywało się na czterech arenach w Dżakarcie i Palembang w dniach 20–31 sierpnia 2018 roku. Dwieście osiemdziesiąt sześć zawodników obojga płci rywalizowało w osiemnastu konkurencjach w czterech dyscyplinach na czterech obiektach.

## Podsumowanie

### Klasyfikacja medalowa
| Miejsce | państwo          | Złoto | Srebro | Brąz | Razem |
| ------- | ---------------- | ----- | ------ | ---- | ----- |
| 1       | Chiny            | 6     | 5      | 2    | 13    |
| 2       | Korea Południowa | 6     | 3      | 4    | 13    |
| 3       | Japonia          | 3     | 5      | 6    | 14    |
| 4       | Hongkong         | 3     | 4      | 1    | 8     |
| 5       | Indonezja        | 2     | 1      | 2    | 5     |
| 6       | Kazachstan       | 2     | 0      | 3    | 5     |
| 7       | Tajlandia        | 1     | 2      | 3    | 6     |
| 8       | Malezja          | 1     | 1      | 1    | 3     |
| 9       | Chińskie Tajpej  | 0     | 2      | 1    | 3     |
| 10      | Uzbekistan       | 0     | 1      | 0    | 1     |
| 11      | Filipiny         | 0     | 0      | 1    | 1     |
| Razem   | Razem            | 24    | 24     | 24   | 72    |

## Medaliści
BMX
Kolarstwo górskie
Kolarstwo szosowe
Kolarstwo torowe